# Murat Demir (Fußballspieler)
Murat Demir (* 14. Juni 1995 in Balıkesir) ist ein türkischer Fußballtorwart.

## Karriere

### Verein
Demir begann seine Profikarriere bei Manisaspor im Jahr 2011, nachdem er dort bereits in seiner Jugend gespielt hatte. Sein Ligadebüt gab er am 5. Oktober 2014 gegen Antalyaspor, das Spiel endete mit 3:3.
Im Sommer 2016 wechselte er zum Viertligisten Afjet Afyonspor.

### Nationalmannschaft
Bisher hütete Demir zweimal das Tor für die türkische U-19-Nationalmannschaft.

## Trivia
- Als Manisaspor am 25. Dezember 2014 bei einem Pokalspiel gegen Trabzonspor mit 0:9 verlor (Demir war das gesamte Spiel über im Tor), fing Demir nach dem Spiel an zu weinen. Er wurde anschließend von einem Spieler von Trabzonspor und einem Co-Trainer getröstet.[2]

## Erfolge
Mit Manisaspor
- Meister der TFF 2. Lig und Aufstieg in die TFF 1. Lig: 2015/16